# Charte européenne de l'autonomie locale
 Voir le traité sur Wikisource
La Charte européenne de l'autonomie locale adoptée par le Congrès des pouvoirs locaux et régionaux du Conseil de l'Europe est le premier instrument juridique multilatéral qui définit et protège les principes fondamentaux que tout système démocratique d'administration locale doit respecter.
La Charte est un traité international. Elle a donc une importante valeur juridique en ce qu'elle contraint les États signataires à respecter les principes qu'elle contient.
Elle a été ouverte à la signature des États membres du Conseil de l'Europe en tant que convention le 15 octobre 1985 et est entrée en vigueur le 1er septembre 1988. La totalité des 46 États membres du Conseil de l’Europe ont signé et ratifié la Charte, le dernier étant Saint-Marin en octobre 2013.
La Charte oblige les États à appliquer tout un ensemble de règles fondamentales garantissant l'indépendance politique, administrative et financière des collectivités locales. Elle établit le principe de l’autonomie locale qui doit être reconnu dans le droit national et protégé par la Constitution.
La Charte a également été le premier instrument juridique international à garantir le principe de subsidiarité par les États membres du Conseil de l’Europe signataires de la Charte. Ainsi, les pouvoirs locaux doivent gérer et contrôler une partie importante des affaires publiques dans l’intérêt de la population locale et sous leur propre responsabilité. Conformément au principe de subsidiarité, la Charte considère que les affaires publiques doivent être gérées au plus près du citoyen, la gestion de ces affaires à un niveau supérieur peut être envisagée si la gestion au niveau inférieur est impossible ou moins efficace.
Les principes contenus dans la Charte s’appliquent à tous les types de pouvoirs locaux.

## Contenu de la Charte

### Préambule
La Charte est composée d'un préambule et de trois parties. La première partie contient les dispositions de fond énonçant les principes de l'autonomie locale. La seconde contient des dispositions diverses concernant la portée des engagements souscrits par les États signataires. La dernière partie du texte contient des dispositions finales qui correspondent à celles qui figurent habituellement dans les conventions élaborées sous les auspices du Conseil de l'Europe.
Le préambule énonce les principes fondamentaux sur lesquels repose la Charte. Ces principes sont, essentiellement :
- la contribution vitale de l'autonomie locale à la démocratie, à une administration efficace et à la décentralisation du pouvoir;
- le rôle important des collectivités locales dans la construction de l'Europe;
- la nécessité pour les collectivités locales d'avoir un statut démocratique et de bénéficier d'une large autonomie.

### Principes de l'autonomie locale
La première partie contient les dispositions de fond énonçant les principes de l'autonomie locale.
Elle précise qu'il faut un fondement constitutionnel et légal à l'autonomie locale (article 2).
Elle définit le concept d'autonomie locale (article 3) et établit les principes régissant la nature et l'étendue des pouvoirs des collectivités locales (article 4) tels que l'ancrage législatif ou constitutionnel des compétences des collectives (principe législatif d'attribution des compétences) tout en laissant la latitude nécessaire aux collectivités pour réaliser leurs missions, l'attribution de compétences pleines et entières.
D'autres articles visent à protéger les limites territoriales des collectivités locales (article 5), à assurer à celles-ci une autonomie en ce qui concerne leurs structures administratives ainsi que la possibilité de recruter du personnel compétent (article 6) et à définir les conditions de l'exercice d'un mandat électif local (article 7).
Deux articles importants ont pour objectif de limiter le contrôle administratif des actes des collectivités locales (article 8) et de leur assurer des ressources financières suffisantes dans des conditions qui ne portent pas atteinte à leur autonomie fondamentale (article 9).
Les autres dispositions de cette partie concernent le droit dont jouissent les collectivités locales de coopérer et de constituer des associations (article 10) ainsi que la protection de l'autonomie locale par le droit de recours juridictionnel (article 11).

### Engagements des États
La partie II contient des dispositions diverses concernant la portée des engagements souscrits par les États signataires.
Conformément au souci d'assurer un équilibre réaliste entre la sauvegarde des principes essentiels et la souplesse nécessaire face aux particularités juridiques et institutionnelles de chaque État membre, elle autorise les États à exclure certaines dispositions de la Charte de celles par lesquelles elles se considèrent liées (article 12). Cet article prévoit un système de "noyau obligatoire" de principes fondamentaux contenus dans la Charte auquel les États doivent adhérer.
Il s'agit donc là d'un compromis entre, d'une part, la reconnaissance du fait que l'autonomie locale concerne la structure et l'organisation de l'État lui-même, ce qui est une préoccupation fondamentale du gouvernement, et, d'autre part, l'objectif visant à protéger un minimum de principes fondamentaux que tout système démocratique d'administration locale doit respecter.

### Dispositions finales
La dernière partie traite des dispositions finales de la Charte à savoir la signature, la ratification et l'entrée en vigueur (article 15), la clause territoriale (article 16), la dénonciation (article 17), et enfin les notifications (article 18).

## Monitoring de la Charte[2]

### Rôle du Congrès
Le monitoring de la démocratie locale et régionale constitue l’activité la plus emblématique du Congrès des pouvoirs locaux et régionaux du Conseil de l'Europe. Porte-parole des villes est des régions, le Congrès est une assemblée unique en Europe chargée, par le Comité des Ministres, de veiller à la bonne application de la Charte européenne de l’autonomie locale. Cette convention internationale fixe des normes pour protéger les droits des collectivités locales et engage les Etats membres du Conseil de l'Europe - qui l’ont tous ratifiée - à respecter un certain nombre de principes.

### Monitoring réguliers
Le Congrès effectue une visite de suivi pays par pays dans les États membres environ tous les cinq ans pour mesurer la mise en œuvre de la Charte.

### Postmonitoring
L'objectif du postmonitoring est d’accompagner les autorités nationales qui le souhaitent afin d’assurer la mise en œuvre des recommandations adoptées par le Congrès.

### Observation des élections locales
Sur invitation, le Congrès observe des élections locales et régionales. Cette activité est une des priorités des actions du Congrès. Ce processus d'observation des élections est complémentaire du processus de suivi politique de la Charte européenne de l’autonomie locale, qui constitue la pierre angulaire de la démocratie locale en Europe.

### Problèmes récurrents: Pour une meilleure applicabilité de la Charte
Le Congrès reconnaît la nécessité de favoriser une meilleure applicabilité de la Charte européenne de l’autonomie locale en droit interne pour renforcer les pouvoirs locaux. Le 28 mars 2017, le Congrès a examiné un rapport préparé par Stewart Dickson et Leendert Verbeek, faisant état de problèmes récurrents recensés par le Congrès lors des missions d’évaluation de la mise en œuvre de la Charte de 2010 à 2016 et qui sont principalement dû au refus d’appliquer directement la Charte. La plupart de ces problèmes récurrents ont également été soulignés dans l’analyse comparative de la mise en œuvre de la Charte européenne de l’autonomie locale dans les Etats membres du Conseil de l’Europe, présentée lors du même débat par les corapporteurs Karim Van Overmeire et Xavier Cadoret. Cet exercice de recensement des problèmes récurrents permet au Congrès d'identifier, sous la forme d'une étude horizontale, les domaines de la Charte qui posent le plus problème pour les Etats membres et d'aider ceux-ci à respecter pleinement leurs engagements en matière de démocratie locale et régionale.

### Droits de l'homme aux niveaux local et régional
En marge du monitoring de la Charte européenne de l'autonomie, le Congrès des pouvoirs locaux et régionaux observe aussi la situation des droits de l'homme. Afin de mettre l'accent sur le rôle des collectivités locales et régionales en la matière, le Congrès a publié en 2018 un Manuel des droits de l'homme qui comprend notamment un répertoire de 65 bonnes pratiques mises en œuvre par 25 pays.

### Protocole additionnel sur le droit de participer à la vie publique en 2009
Un protocole additionnel sur le droit de participer à la vie publique a été adopté en 2009 avec comme but de faire entrer dans le champ d'application de la Charte le droit de participer aux affaires d'une collectivité locale, principe inscrit dans le préambule de la Charte.

### Carta-Monitor: la base de données des rapports de monitoring
Le Congrès de pouvoirs locaux et régionaux a développé une base de données en ligne Carta-Monitor qui permet de consulter les analyses, article par article, de l'application de la Charte européenne de l’autonomie locale dans les États membres du Conseil de l’Europe. La base de données permet d’effectuer une analyse comparative sur plusieurs articles et sur plusieurs pays, ainsi que des recherches statistiques sur les ratifications des articles et la conformité de leur mise en œuvre.
Tous les rapports sur le suivi de la Charte européenne de l'autonomie locale et l'observation des élections locales et régionales pour chaque état membre peuvent être consultés sur le site web du Congrès.

## Application

### En France
Un recours contre la fusion des régions a été fait, car aucune collectivité locale n'a été consultée. Le Conseil d'Etat a jugé que la fusion des régions est valable prétextant qu'elle ne s'applique qu'entre États membres : particuliers et associations n'ont pas pouvoir de protestation,,.
D'après l'article 13 de cette charte, les collectivités territoriales concernées sont définies lors de la ratification ou par notification ultérieure. Dans le cas français, les collectivités inscrites lors de la ratification le 5 mai 2007 sont « les collectivités territoriales qui figurent aux articles 72, 73, 74 et au titre XIII de la Constitution ou qui sont créées sur leur fondement », à savoir « les communes, les départements, les régions, les collectivités à statut particulier et les collectivités d'outre-mer ».
Le congrès des pouvoirs locaux et régionaux a voté le 22 mars 2016 un rapport regrettant le non-respect de l'article 5 de la charte et la réaction du Conseil Constitutionnel et du Conseil d'État, et recommandant de « revoir le processus de consultation des représentants directs des collectivités locales et régionales ».

## Sources